# فران بيكر
فران بيكر (بالإنجليزية: Fran Baker)‏ (1947)؛ روائية أمريكية.